# Schwedische Badminton-Mannschaftsmeisterschaft 2010/11
Titelträger der Schwedischen Badminton-Mannschaftsmeisterschaft 2010/11 im Badminton und damit schwedischer Mannschaftsmeister wurde der Klub Fyrisfjädern, der sich in den Play-offs durchsetzen konnte. Die Liga trug in dieser Saison den Namen Elitserien.

## Vorrunde
| Platz | Team          | Punkte | Spiele | G  | U | V  | Spielpunkte |   |    | Sätze |   |     | Bälle |   |      |
| ----- | ------------- | ------ | ------ | -- | - | -- | ----------- | - | -- | ----- | - | --- | ----- | - | ---- |
| 1     | Fyrisfjädern  | 40     | 14     | 13 | 0 | 1  | 74          | - | 24 | 158   | - | 65  | 4044  | - | 3263 |
| 2     | Kista BMK     | 31     | 14     | 11 | 0 | 3  | 62          | - | 36 | 131   | - | 89  | 3884  | - | 3457 |
| 3     | Malmö BK      | 27     | 14     | 9  | 0 | 5  | 57          | - | 41 | 130   | - | 96  | 3832  | - | 3647 |
| 4     | Täby BMF      | 25     | 14     | 8  | 0 | 6  | 54          | - | 44 | 120   | - | 104 | 3885  | - | 3606 |
| 5     | BK Carlskrona | 19     | 14     | 7  | 0 | 7  | 49          | - | 49 | 118   | - | 111 | 3663  | - | 3850 |
| 6     | BMK Aura      | 12     | 14     | 5  | 0 | 9  | 35          | - | 63 | 89    | - | 137 | 3568  | - | 3962 |
| 7     | Skogås BK     | 11     | 14     | 3  | 0 | 11 | 34          | - | 64 | 88    | - | 143 | 3627  | - | 4028 |
| 8     | IFK Umeå      | 3      | 14     | 0  | 0 | 14 | 27          | - | 71 | 68    | - | 157 | 3358  | - | 4048 |

## Play-offs

### Viertelfinale
- Malmö BK – BMK Aura: 7-0, 6-1
- Täby BMF – BK Carlskrona: 4-3 (9-7), 3-4 (10-8)

### Halbfinale
- Malmö BK – Kista BMK: 4-3, 1-4, 4-3
- Fyrisfjädern – Täby BMF: 4-2, 2-4, 4-2

### Finale
- Fyrisfjädern – Malmö BK: 4-3, 2-4, 4-0